# Pin Li-ion
Pin Li-ion hay pin lithi-ion / pin lithium-ion, có khi viết tắt là LIB, là một loại pin sạc. Trong quá trình sạc, các ion Lithi chuyển động từ cực dương sang cực âm, và ngược lại trong quá trình xả (quá trình sử dụng). LIB thường sử dụng điện cực là các hợp chất mà cấu trúc tinh thể của chúng có dạng lớp (layered structure compounds), khi đó trong quá trình sạc và xả, các ion lithi sẽ xâm nhập và điền đầy khoảng trống giữa các lớp này, nhờ đó phản ứng hóa học xảy ra. Các vật liệu điện cực có cấu trúc tinh thể dạng lớp thường gặp dùng cho cực âm là các hợp chất oxide kim loại chuyển tiếp như LiCoO2, LiMnO2, v.v….; dùng cho điện cực dương là graphite. Dung dịch điện ly của pin cho phép các ion lithi chuyển dịch từ cực này sang cực khác, nghĩa là có khả năng dẫn ion lithi. Tuy nhiên, yêu cầu là dung dịch này không được dẫn điện. 

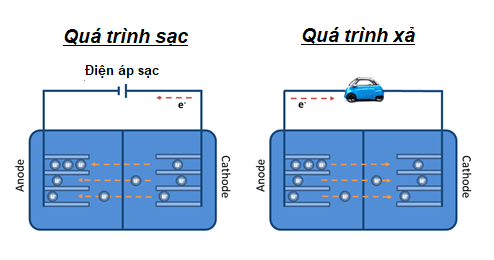
Khi xả (quá trình sử dụng), pin phóng điện qua mạch ngoài, electron từ anode (cực âm) di chuyển sang cathode (cực dương). Ion ithi di chuyển trong pin, cũng từ cực âm sang cực dương.
Khi sạc, dưới điện áp sạc, electron di chuyển đến anode (lúc này trở thành cực dương), để cân bằng điện, trong lòng pin, ion lithi di chuyển từ cathode (lúc này trở thành cực âm) sang anode.

LIB thường được dùng cho những thiết bị điện di động, phổ biến nhất là pin sạc cho các thiết bị điện tử cầm tay. Pin Li-ion có mật độ năng lượng cao, hiệu ứng nhớ rất nhỏ, và ít bị tự xả. Hiện nay ở các nước phát triển, LIB đang được chú trọng phát triển trong quân đội, ứng dụng cho các phương tiện di chuyển chạy điện và kĩ thuật hàng không. Nó được kì vọng sẽ thay thế cho ắc quy chì trong ô tô, xe máy và các loại xe điện. Hơn nữa, việc thay thế cho ắc quy chì còn hứa hẹn việc đảm bảo môi trường sạch, nâng cao an toàn sử dụng do tránh được việc sử dụng dung dịch điện ly chứa acid, và hạn chế phát thải kim loại nặng ra môi trường, trong khi pin Li-ion vẫn đảm bảo một điện thế ngang với ắc quy. 
Thành phần hóa học, hiệu năng, giá thành và độ an toàn là các yếu tố cơ bản quy định các loại LIB khác nhau. Các thiết bị điện cầm tay (như điện thoại di động, laptop) hiện nay hầu như sử dụng LiCoO2 (viết tắt LCO) lithium cobalt oxide làm cực âm. Chất này có mật độ năng lượng cao, nhưng kém an toàn, đặc biệt nguy hiểm khi pin bị rò rỉ. Lithium sắt phosphat (LiFePO4, hay LFP), lithi mangan oxide (LiMn2O4, Li2MnO3, hay gọi chung là LMO) và lithi nickel mangan cobalt oxide (LiNiMnCoO2, hay NMC) là các vật liệu dương cực phổ biển khác, tuy nhiên chúng có mật độ năng lượng thấp hơn LCO, nhưng lại có vòng đời lâu hơn và an toàn hơn. Những pin dùng các vật liệu này thường được dùng trong các thiết bị điện y tế. Đặc biệt NMC hiện nay là ứng viên hàng đầu cho pin ứng dụng trong xe chạy điện. Lithi nickel cobalt nhôm oxide (LiNiCoAlO2 hay NCA) và lithi titanat (Li4Ti5O12 hay LTO) được sử dụng trong những mục đích đặc biệt. Pin lithi-lưu huỳnh hay pin lithi-sulfide là loại pin mới được phát triển, mang nhiều triển vọng nhờ hiệu năng cao và khối lượng nhỏ. 
Do pin lithi-ion chứa dung dịch điện ly dễ cháy, nên nó trở nên đặc biệt nguy hiểm khi áp suất bên trong cell pin tăng cao khi được sạc và xả với cường độ dòng điện lớn. Nếu như một viên pin được sạc quá nhanh, nó có thể gây đoản mạch dẫn đến cháy nổ. Do nguy cơ này, các quy chuẩn kiểm tra dành cho LIB nghiêm ngặt hơn cho các loại pin dung dịch điện ly acid rất nhiều. Một ví dụ về lỗi pin gây ra những thiệt hại nghiêm trọng là sự cố về pin của Samsung Galaxy Note 7 năm 2016.
Các lĩnh vực nghiên cứu về pin lithium-ion bao gồm kéo dài vòng đời pin, mật độ năng lượng, an toàn và giảm chi phí cho pin.

## Lịch sử

### Phát minh và phát triển

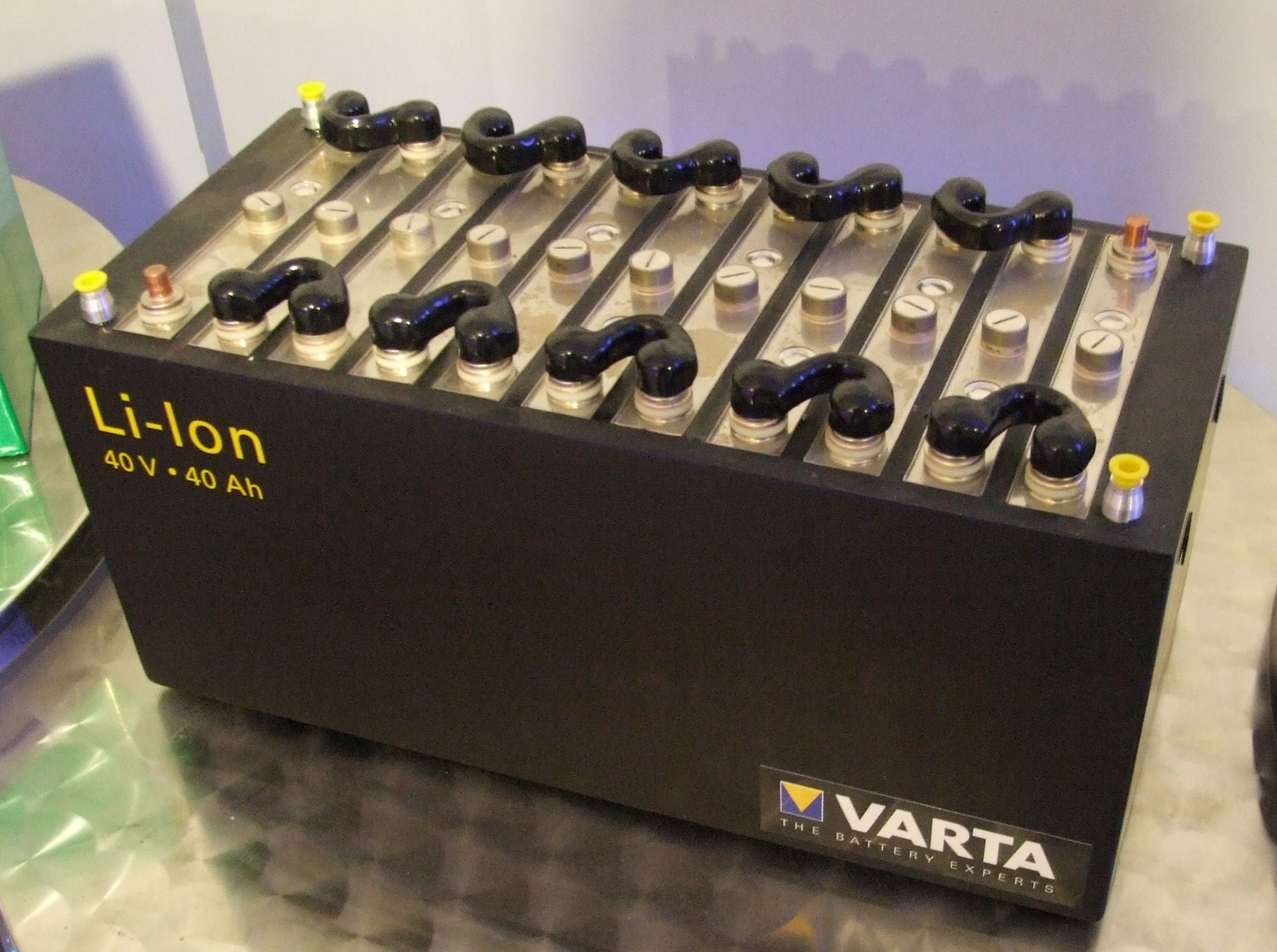
Varta lithium-ion battery, Museum Autovision, Altlussheim, Đức

Pin Lithium đã được nhà hóa học người Anh M. Stanley Whittingham, hiện tại dạy cho Đại học Binghamton, khi ông làm việc cho Exxon vào những năm 1970. Whittingham đã sử dụng titan (IV) sulfide và kim loại lithi làm điện cực. Tuy nhiên, pin sạc lithium này không bao giờ có thể đưa ra thực tế. Titan disulfide là một lựa chọn tồi, vì nó phải được tổng hợp trong điều kiện chân không hoàn toàn. Điều này là cực kỳ tốn kém (~ 1000 USD cho mỗi kilogram titan disulfide trong những năm 1970). Khi tiếp xúc với không khí, titan disulfide phản ứng tạo thành các hợp chất hydro sulfide có mùi khó chịu. Vì lý do này và các lý do khác, Exxon đã ngưng sản xuất pin titan disulfide - lithium này của Whittingham. Pin có điện cực lithium kim loại đã cho thấy các vấn đề về an toàn, vì lithium là một chất phản ứng mạnh; Nó cháy trong điều kiện khí quyển bình thường vì có nước và oxy trong không khí. Do vậy việc nghiên cứu đã chuyển qua phát triển pin không sử dụng kim loại lithi, mà sử dụng các hợp chất hóa học của lithium, với khả năng chấp nhận và giải phóng các ion lithium.
Pin Li-ion lần đầu được thương mại hóa nhờ Sony Energitech năm 1991. Ngày nay, pin li-ion đã trở thành loại pin thống trị thị trường pin dành cho thiết bị di động trên thế giới.

## Nguyên tắc hoạt động
Các chất phản ứng trong phản ứng điện hóa ở pin lithi-ion là nguyên liệu điện cực âm và dương, dung dịch điện ly cung cấp môi trường dẫn cho ion lithi dịch chuyển giữa 2 điện cực. Dòng điện chạy ở mạch ngoài pin khi pin chạy.
Ion lithi di chuyển ở trong cả hai điện cực trong quá trình phản ứng. Đa phần các nguyên liệu điện cực hiện nay là các vật liệu cho phép ion lithi xâm nhập và giữa mạng tinh thể, mà không hoặc ít làm xáo trộn vị trí các nguyên tử còn lại trong mạng trong quá trình xâm nhập lithi (lithiation, intercalation/intercalation/insertion process), và ngược lại ion lithi rời khỏi mạng tinh thể (deintercalation/delithiation/extraction process).
Khi xả, ion lithi (mang điện dương) di chuyển từ cực âm (anode), thường là graphite, C6 trong phản ứng dưới đây, qua dung dịch điện ly, sang cực dương, tại đây vật liệu dương cực sẽ phản ứng với ion lithi. Để cân bằng điện tích giữa 2 cực, cứ mỗi ion Li dịch chuyển từ cực âm sang cực dương (cathode) trong lòng pin, thì ở mạch ngoài, lại 1 electron chuyển động từ cực âm sang cực dương, nghĩa là sinh ra dòng điện chạy từ cực âm sang cực dương (vì hạt mang điện lúc này là các electron mang điện tích âm)
Khi sạc diễn ra quá trình ngược lại, dưới điện áp sạc, electron bị buộc chạy từ điện cực dương của pin (nay trở thành cực âm), ion Li tách khỏi cực dương di chuyển trở về điện cực âm của pin (nay đã đóng vai trò cực dương). Như vậy, pin đảo chiều trong quá trình sạc và xả. Tên gọi điện cực dương hay âm cần được xác định dựa theo bản chất của phản ứng và quá trình xảy ra phản ứng mà ta đang theo dõi. Trong bài viết này (và trong đa phần các bài báo khoa học), cực âm (anode) và cực dương (cathode) của pin luôn là tên gọi dựa trên trạng thái xả.
Bán phản ứng tại cực dương (cathode) trong vật liệu dạng lớp LCO được viết như sau (chiều thuận là sạc, chiều nghịch là xả):
LiCoO2 {\displaystyle \rightleftharpoons } CoO2 + Li+ + e-
Bán phản ứng tại cực âm (anode) trong vật liệu dạng lớp graphite (chiều thuận là sạc, chiều nghịch là xả):
C6 + Li+ + e- {\displaystyle \rightleftharpoons } LiC6
Phản ứng của cả pin (chiều thuận là sạc, chiều nghịch là xả)
C6 + LiCoO2 {\displaystyle \rightleftharpoons } LiC6 + CoO2
Như vậy khi sạc, C60 (anode) bị khử thành C61-, Co3+ bị oxy hóa thành Co4+, và ngược lại khi xả.
Về cơ bản các phản ứng luôn có giới hạn. Nếu như xả quá mức (nhét thừa ion lithi) một lithi cobalt oxide đã bão hòa sẽ dẫn đến hình thành lithi oxide, theo phản ứng một chiều sau:
LiCoO2 + Li+ + e- → Li2O + CoO
Nếu sạc quá thế pin LCO lên trên 5,2 V sẽ dẫn đến hình thành cobalt IV oxide, theo phản ứng một chiều sau, điều này đã được kiểm chứng bằng nhiễu xạ tia X.
LiCoO2 → Li+ +e- + CoO2

## Cấu tạo pin

### Điện cực dương (Cathode)
Vật liệu dùng làm điện cực dương thường từ LiCoO2 và LiMnO4. Vật liệu trên cơ sở là cobalt mở rộng cấu trúc pseudo-tetrahedral (tứ diện giả), cho phép khuếch tán ion lithium theo 2 chiều. Đây là những vật liệu lí tưởng do nhiệt dung riêng cao, dung tích lớn, khả năng tự xả thấp, có điện thế xả cao và hiệu suất chu trình tốt. Hạn chế của nó là giá cao do chứa cobalt là một kim loại hiếm, và kém bền nhiệt. Vật liệu cơ sở là mangan có hệ tinh thể lập phương, cho phép ion lithi khuếch tán theo cả ba chiều. Vật liệu này đang được quan tâm bởi mangan rẻ và phổ biến hơn cobalt, có hiệu năng cao hơn, vòng đời dài hơn, nếu như một vài hạn chế khác của nó được khắc phục. Những hạn chế này bao gồm khả năng hòa tan vật liệu mangan trong dung dịch điện ly, làm điện cực kém bền và giảm công suất pin. Vật liệu cực dương chứa cobalt là loại phổ biến nhất, tuy nhiên những vật liệu khác hiện đang được đầu tư nghiên cứu nhằm hạ giá thành, và tăng công suất pin. Đến năm 2017, LiFePO4 được kì vọng đem lại ứng dụng cao cho pin kích thước lớn như các pin dùng cho xe điện nhờ giá rẻ, công suất cao, dù vật liệu này kém dẫn điện và việc dùng chất phụ gia dẫn điện cacbon là bắt buộc.
 
| Điện cực dương                                        |                                                                                              | |      |                                                                                   |
| Hợp chất                                              | Công ty                                                                                      | Ứng dụng | Năm  | Ưu điểm                                                                           |
| Lithi nickel Mangan cobalt Oxide (NMC, LiNixMnyCozO2) | Imara Corporation, Nissan Motor, Microvast Inc., LG Chem                                     | Xe điện, dụng cụ điện, grid energy storage                                                                  | 2008 | Năng lượng riêng và mật độ năng lượng riêng cao                                   |
| Lithi Mangan Oxide (LMO, LiMn2O4)                     | LG Chem, NEC, Samsung, Hitachi, Nissan/AESC, EnerDel                                         | Xe điện hybrid, điện thoại, laptop                                                                          | 1996 | Giá rẻ, bền, năng lượng riêng cao                                                 |
| Lithi Sắt Phosphate (LFP, LiFePO4)                    | University of Texas/Hydro-Québec, Phostech Lithium Inc., Valence Technology, A123Systems/MIT | Segway Personal Transporter, dụng cụ điện, sản phẩm hàng không, automotive hybrid systems, PHEV conversions | 1996 | Mật độ năng lượng ở mức trung bình (2 A·h outputs 70 amperes) An toàn, bền nhiệt. |
| Lithi Cobalt Oxide (LCO,LiCoO2)                       | Sản phẩm thương mại đầu tiên của Sony[56][85]                                                | Đa dạng | 1991 | Năng lượng riêng cao                                                              |
| Lithi nickel cobalt Nhôm Oxide (NCA, LiNiCoAlO2)      | Panasonic, Saft Groupe S.A.                                                                  | Xe điện | 1999 | Năng lượng riêng cao, vòng đời dài                                                |

### Điện cực Âm (Anode)
Vật liệu điện cực âm thường dùng là graphite và các vật liệu cacbon khác. Chúng rất rẻ và phổ biến cũng như có độ dẫn điện tốt và có cấu trúc cho phép ion lithi xen kẽ vào giữa các lớp trong mạng cacbon, nhờ đó có thể dự trữ năng lượng trong khi cấu trúc tinh thể có thể phình ra tới 10%. Silicon cũng được dùng như vật liệu âm cực bởi nó cũng có thể chứa ion lithi, thậm chí nhiều hơn cacbon, tuy nhiên khi "chứa" ion lithi, silicon có thể phình ra đến hơn 400% thể tích ban đầu, vì thế phá vỡ kết cấu pin.
 
| Điện cực âm                       |                       |                     | |      | |
| Hợp chất                          | Dung lượng            | Công ty             | Ứng dụng | Năm  | Nhận xét |
| Graphite                          | 372 mAh/g             |                     | Là vật liệu chính cho cực âm trong hầu hết các LIB | 1991 | Giá rẻ. Tốc độ sạc phụ thuộc nhiều vào cấu trúc, kích thước hình dạng của từng lớp graphene.[120]           |
| Lithi Titanate ("LTO", Li4Ti5O12) | 175 mAh/g             | Toshiba, Altairnano | Ô tô (Phoenix Motorcars), điện lưới dự trữ (PJM Interconnection Regional Transmission Organization control area,[121] United States Department of Defense[122]), bus (Proterra) | 2008 | Dòng điện, thời gian sạc, độ bền (an toàn, bền nhiệt, có thể chạy trong khoảng −50–70 °C (−58–158 °F))[123] |
| Hard Carbon                       | 540 mAh/g             | Energ2[124]         | Dụng cụ điện gia đình | 2013 | Dung lượng lớn                                                                                              |
| Hợp kim thiếc cobalt (CoSnx)      | lên đến 992 mAh/g     | Sony                | Dụng cụ điện (Sony Nexelion battery) | 2005 | Dung lượng lớn hơn pin graphite (3.5Ah 18650-type battery)                                                  |
| Silicon/Carbon                    | Volumetric: 580 W·h/l | Amprius[125]        | Smartphones, với công suất 5000 mA·h | 2013 | Cần có cấu trúc nano với hàm lượng silicon <10% khối lượng.                                                 |

Silicon có thể dùng làm điện cực âm tuy nhiên phản ứng của nó với Li có thể gây nứt gãy vật liệu. Vết nứt này làm những lớp Si bên trong tiếp xúc trực tiếp với dung dịch điện ly nên có thể bị phân hủy hình thành lớp điện ly rắn giao pha solid electrolyte interphase (SEI) trên bề mặt Si mới hình thành. Lớp SEI này có thể dày lên ngăn chặn quá trình khuếch tán của Li+ và làm giảm dung lượng của điện cực cũng như công suất pin và giảm độ bền của âm cực. Nhiều nỗ lực được thực hiện nhằm giảm thiểu sự biến đổi cấu trúc do nứt gãy của Si, như tổng hợp Si dưới dạng sợi nano, ống nano, dạng khối cầu rỗng, hạt nano, các cấu trúc xốp nano.  

### Dung dịch điện ly(electrolyte)
Dung dịch điện ly hay chất điện ly là môi trường truyền ion lithi giữa các điện cực trong quá trình sạc và xả pin. Chính vì thế, nguyên tắc cơ bản của dung dịch điện ly cho pin Li-ion là phải có độ dẫn ion tốt, cụ thể là độ dẫn ion lithi ở mức 10−2 S/cm ở nhiệt độ phòng, tăng tầm 30-40% khi lên 40oC và giảm nhẹ khi nhiệt độ xuống 0oC. Trong quá trình sạc và xả pin, khi ion lithi di chuyển trong lòng pin, dẫn đến chênh lệch điện thế, pin sinh ra dòng điện ở mạch ngoài nơi electron truyền từ cực âm sang dương (luôn cùng chiều với ion lithi), để đảm bảo phản ứng xảy ra trong pin và pin không bị đoản mạch, dung dịch điện ly cần thiết là chất cách điện tốt, nghĩa là độ dẫn electron của dung dịch này phải bằng hoặc dưới mức 10−8 S/cm. Dung dịch điện ly lỏng dùng trong pin Li-ion chứa muối lithi, như LiPF6, LiBF4 hay LiClO4 trong dung môi hữu cơ như etylen cacbonat, dimetyl cacbonat, và dietyl cacbonat.
Do các dung môi hữu cơ thường dễ phân hủy ở cực âm trong quá trình sạc, nên trong lần sạc đầu tiên, thường ở cực âm sẽ hình thành lớp điện ly rắn giao pha (solid electrolyte interphase, SEI), có thể giảm độ dẫn của âm cực. Lớp giao pha này có thể ngăn chặn sự phân hủy của dung dịch điện ly, và từ đó hình thành một lớp giao diện bền.
Dung dịch điện ly composit dựa trên nền polymer hữu cơ POE (poly(oxyethylene)) cũng có thể là một lớp giao diện bền. Nó có thể dùng để phủ lên bề mặt điện cực để bảo vệ trong pin Li-polyme, hay trong những pin li-ion bình thường khác.
Để hạn chế sự rò rỉ của dung dịch điện ly với dung môi hữu cơ, và tăng tính an toàn cũng như giảm thiểu khả năng bắt cháy khi dung môi này gặp không khí, dung môi gel, polymer, hay các chất điện ly dạng rắn từ ceramic đang được chú trọng phát triển.
Khi sử dụng chất điện ly dạng rắn (solid electrolyte), ta thu được một pin li-ion dạng rắn, khi đó, có thể loại bỏ lớp màng ngăn, đơn giản hóa quá trình lắp ráp, tăng tín an toàn cho pin.

## Cơ chế sạc và xả
Quá trình điều tiết sạc/xả một tế bào pin Li-ion và một hệ pin Li-ion hoàn chỉnh, bao gồm nhiều tế bào pin lắp nối tiếp, tương đối khác biệt.
Đối với một tế bào pin Li-ion được sạc/xả qua hai giai đoạn:
1 – Chế độ dòng điện không đổi: constant current (CC)
2 – Chế độ điện thế không đổi: constant voltage (CV)
Đối với một hệ pin Li-ion hoàn chỉnh, cần 3 giai đoạn
1 – Chế độ dòng điện không đổi: constant current (CC)
2 – Cân bằng
3 – Chế độ điện thế không đổi: constant voltage (CV)
Ở chế độ dòng điện không đổi, bộ sạc sẽ áp một dòng điện không đổi lên pin thông qua một điện thế ổn định tăng dần cho đến khi đạt đến điện thế tới hạn của pin. Ở chế độ cân bằng, bộ sạc giảm dần dòng điện sạc lên pin, hoặc điều tiết bật tắt dòng điện sạc để trạng thái sạc cho từng tế bào pin đạt trạng thái cân bằng trong cả mạch, cho đến khi tất cả các tế bào trong mạch đều cân bằng. Một số thiết bị sạc điều tiết cân bằng bằng cách sạc lần lượt từng tế bào pin, tuy nhiên điều này kéo dài thời gian sạc, việc tạo thuật toán tối ưu hóa quá trình cân bằng này có thể tăng hiệu năng và tối ưu hóa thời gian sạc pin. Ở chế độ điện thế cân bằng, bộ sạc áp một điện thế bằng với điện thế tới hạn của mỗi tế bào nhân với số tế bào lắp nối tiếp lên toàn bộ pin, đây chính là quá trình xả, vì thế dòng điện sẽ giảm về 0, đến khi dòng điện dưới ngưỡng 3% giá trị ban đầu của dòng điện sạc, thì pin ngừng hoạt động. Nếu như sạc/xả vượt ngưỡng thế năng và dòng điện cho phép, có thể dẫn đến nổ pin.

### Nhiệt độ hoạt động
Nhiệt độ giới hạn của pin khi sạc quan trọng hơn nhiệt độ xả (nhiệt độ lúc sử dụng). Các nhà khoa học nhận thấy rằng chính việc hoạt động ở nhiệt độ quá cao làm giảm tuổi thọ pin. Pin sẽ hoạt động tốt nhất khi sạc ở 5-45oC, lúc này có thể sạc tốc độ cao. Nhiệt độ thấp hơn, tức 0-5 oC có thể sạc được nhưng dòng điện sẽ giảm, dù trong quá trình sạc, nhiệt độ của pin sẽ tăng lên đôi chút do điện trở trong của pin. Hiện tượng tăng nhiệt độ trong quá trình sạc là nguyên nhân làm giảm hiệu năng pin, khi nhiệt độ tăng lên trên 45 oC pin sẽ bị chai nhanh chóng. Mặc dầu vậy khi sạc ở nhiệt độ thấp, điện trở trong của pin lại tăng và làm giảm tốc độ và tăng thời gian sạc.
Pin LIB không nên sạc ở nhiệt độ dưới 0 oC. Ở nhiệt độ này, tuy hệ pin đang được sạc bình thường, nhưng do ở nhiệt độ thấp, độ dẫn của vật liệu điện cực kém sẽ làm giảm khả năng phản ứng của ion lithi với vật liệu điện cực, khi đó lithi sẽ được mạ lên bề mặt điện cực thay vì khuếch tán vào sâu bên trong vật liệu và tham gia phản ứng trong điều kiện sạc lạnh, lớp mạ này bám chặt trên điện cực dù có tiếp tục sạc hay xả. Vì thế hầu hết các pin đều không thể hoạt động ngoài khoảng 0-45 oC vì yếu tố an toàn.